# The New School
The New School é uma universidade situada na cidade de Nova Iorque, sendo que a maior parte de suas instalações está em Greenwich Village. Desde a sua fundação, em 1919, e durante a maior parte da sua história, a universidade foi conhecida como New School for Social Research.  Em 2005, passou a ser conhecida como New School University e suas faculdades também foram renomeadas. É considerada um centro de estudos de pós-graduação e pesquisa particularmente crítico e com uma perspectiva internacional.
A universidade é notória por seu ensino de vanguarda e abriga o famoso think tank The World Policy Institute, bem como o prestigioso National Book Awards. A  Parsons The New School for Design é a escola de arte da universidade.
A New School conta com aproximadamente 9.300 estudantes, incluindo graduação e pós-graduação, distribuídos em oito escolas — ciências sociais,  artes liberais, humanidades, arquitetura, belas artes, design, música, teatro, finanças, psicologia e políticas públicas.

## História
A New School for Social Research foi fundada em 1919, na área de Greenwich Village, por um grupo de intelectuais progressistas, em sua  maior parte dissidentes da Universidade Columbia — destacando-se Charles Beard (1874-1948), John Dewey (1859-1952), Alvin Johnson (1874-1971), Wesley Clair Mitchell (1874-1948) e Thorstein Veblen (1857-1929). Insatisfeitos com os limites à liberdade acadêmica nos Estados Unidos, estes intelectuais propunham criar uma versão americana da London School of Economics.
A pós-graduação foi criada em 1933, por Alvin Johnson — então presidente da New School e editor da International Encyclopedia of the Social Sciences — como um programa de apoio emergencial aos intelectuais ameaçados pelo nazismo na Europa. Foi então chamada The University in Exile ("Universidade no Exílio").
Em 1934, obteve o registro no Estado de Nova York e seu nome foi mudado para Graduate Faculty of Political and Social Science, denominação que seria mudada em 2005, quando passou a se chamar New School for Social Research.
A instituição rapidamente atraiu, como palestrantes regulares, personalidades de centro-esquerda como John Maynard Keynes (1883-1946) e Harold Laski (1893-1950). Também lecionaram ao longo dos anos na New School várias figuras centrais das ciências sociais, como Hannah Arendt, Claude Lévi-Strauss, Jacques Maritain, Abba Lerner, Franco Modigliani e Robert Heilbronner, entre outros. Numa palestra na Universidade no Exílio em 1937, Thomas Mann lembrou que uma placa que dizia "To the living spirit" havia sido retirada pelos nazistas de um edifício da Universidade de Heidelberg. Ele sugeriu que este deveria ser o lema da nova instituição.

## Estrutura atual
A universidade é considerada como um centro de estudos de pós-graduação e pesquisa particularmente crítico e com uma perspectiva internacional.
Oferece seis programas de mestrado e doutorado em ciências sociais e filosofia, e mais dois programas interdisciplinares de mestrado.  O corpo docente é formado por 54 professores de reputação internacional, trabalhando em período integral, e por inúmeros colaboradores. O corpo discente tem quase mil estudantes de várias partes do mundo.

### Subdivisões da Escola
- New School for General Studies — programa de bacharelado em Artes Liberais, programas de mestrado em Mass media, Literatura, Relações Internacionais, Ensino de Inglês para Estrangeiros.
- New School for Social Research — seis programas de mestrado e doutorado em Ciências Sociais e Filosofia, e dois programas de mestrado interdisciplinares.
- Milano The New School for Management and Urban Policy — Administração de empresas e Gestão urbana.
- Parsons The New School for Design — programas de formação de desenhistas e pintores.
- Eugene Lang College The New School for Liberal Arts — programas básicos de uma série de disciplinas — Arte, Pedagogia, História, Literatura, Culturologia, Filosofia, Psicologia, Religiões, Ciência, Tecnologia, Sociologia, Urbanismo, Criação Literária.
- Mannes College The New School for Music — Música clássica
- The New School for Jazz and Contemporary Music — jazz e música contemporânea.
- The New School for Drama — formação de atores, diretores e dramaturgos